# Vilibald
Vilibald nebo též Willibald je mužské křestní jméno germánského původu. Pochází ze starogermánských slov wilja "vůle, přání, touha" a balðraz "síla, statečný, smělý". Vykládá se tedy jako "(muž) smělého přání"

## Známí nositelé
- Svatý Vilibald – bavorský biskup z 8. století, patron diecéze Eichstätt a výrobců mříží. Bratr sv. Walpurgy
- Vilibald Bezdíček – československý pedagog a inženýr
- Willibald Cernko – rakouský bankovní manažer
- Wilibald Gurlitt – německý muzikolog
- Vilibald Hieke (1886 - 1969) - slánský stavitel
- Willibald Jentschke – rakousko-německý nukleární fyzik
- Vilibald Kakos - meteorolog
- Wilibald König – komandér
- Willibald Kreß – německý fotbalista
- Vilibald Mildschuh (1878 - 1939) - český ekonom a statistik
- Willibald Nagel – německý fyziolog
- Willibald P. Pahr – rakouský politik a diplomat
- Willibald Pirckheimer – německý renesanční právník
- Vilibald Prokop – mistr České republiky v párovém rokenrolu[2]
- Vilibald Růžička - učitel a konzervátor v museu J. A. Komenského v Uherském Brodě
- Willibald Sauerländer – německý historik a umělec specializující se na středověké francouzské umění
- Willibald Schmaus – rakouský fotbalový útočník
- Vilibald Scheiber (19.12.1904 – 2.8.1974) - dirigent, harfista, korepetitor, pedagog, skladatel.
- Willibald Schulze – německý spisovatel
- Vilibald Šťovík (1917 - 1948) - československý hokejista